# Liste der Naturdenkmale in Beimerstetten
| Naturdenkmale | Anzahl |
| ------------- | ------ |
| FND           | 2      |
| END           | 9      |
| Gesamt        | 11     |

Die Liste der Naturdenkmale in Beimerstetten nennt die verordneten Naturdenkmale (ND) der im baden-württembergischen Alb-Donau-Kreis liegenden Gemeinde Beimerstetten. In Beimerstetten gibt es insgesamt elf als Naturdenkmal geschützte Objekte, davon zwei flächenhafte Naturdenkmale (FND) und neun Einzelgebilde-Naturdenkmale (END).
Stand: 31. Oktober 2016.

## Flächenhafte Naturdenkmale (FND)
| Name                                            | Bild | Kennung     | Einzelheiten  | Position | Fläche Hektar | Datum         |
| ----------------------------------------------- | ---- | ----------- | ------------- | -------- | ------------- | ------------- |
| Felswand mit Schlupfhöhle und Steinbruchschacht | BW   | 84250140002 | Beimerstetten | ⊙        | 0,1           | 20. Jan. 1999 |
| Märzenbecherstandort                            | BW   | 84250140001 | Beimerstetten | ⊙        | 1,9           | 20. Jan. 1999 |
| Legende für Naturdenkmal                        |      |             |               |          |               |               |

## Einzelgebilde (END)
| Name                     | Bild | Kennung     | Einzelheiten  | Position | Fläche Hektar | Datum         |
| ------------------------ | ---- | ----------- | ------------- | -------- | ------------- | ------------- |
| 1 Stieleiche             | BW   | 84250140006 | Beimerstetten | ⊙        | 0,0           | 20. Jan. 1999 |
| 1 Winterlinde            | BW   | 84250140003 | Beimerstetten | ⊙        | 0,0           | 20. Jan. 1999 |
| 1 Winterlinde            | BW   | 84250140005 | Beimerstetten | ⊙        | 0,0           | 20. Jan. 1999 |
| 1 Winterlinde            | BW   | 84250140007 | Beimerstetten | ⊙        | 0,0           | 20. Jan. 1999 |
| 1 Winterlinde            | BW   | 84250140009 | Beimerstetten | ⊙        | 0,0           | 20. Jan. 1999 |
| 2 Winterlinden           | BW   | 84250140004 | Beimerstetten | ⊙        | 0,0           | 20. Jan. 1999 |
| 3 Winterlinden           | BW   | 84250140008 | Beimerstetten | ⊙        | 0,0           | 20. Jan. 1999 |
| 3 Winterlinden           | BW   | 84250140013 | Beimerstetten | ⊙        | 0,0           | 20. Jan. 1999 |
| 4 Winterlinden           | BW   | 84250140011 | Beimerstetten | ⊙        | 0,0           | 20. Jan. 1999 |
| Legende für Naturdenkmal |      |             |               |          |               |               |